# Sheezus
Sheezus – trzeci album studyjny brytyjskiej piosenkarki Lily Allen. Wydawnictwo ukazało się 2 maja 2014 roku nakładem wytwórni Parlophone. Promocję albumu rozpoczęto w listopadzie 2013 roku, wraz z premierą pierwszego promującego singla – „Hard Out Here”. Kolejnym singlem został utwór „Air Balloon”
Krążek zadebiutował na pierwszym miejscu w notowaniu UK Albums Chart, dzięki łącznej sprzedaży 35 414 egzemplarzy w pierwszym tygodniu od premiery. Do czerwca 2018 roku album rozszedł się w 113 054 kopii w Wielkiej Brytanii, uzyskując tym samym status złotej płyty.

## Lista utworów
| Edycja standardowa | Edycja standardowa                        | Edycja standardowa                          | Edycja standardowa | Edycja standardowa |
| Nr                 | Tytuł utworu                              | Autorzy                                     | Produkcja          | Długość            |
| ------------------ | ----------------------------------------- | ------------------------------------------- | ------------------ | ------------------ |
| 1.                 | „Sheezus”                                 | Lily Allen, Dacoury Natche                  | DJ Dahi            | 3:54               |
| 2.                 | „L8 CMMR”                                 | Allen, Greg Kurstin                         | Kurstin            | 3:24               |
| 3.                 | „Air Balloon”                             | Allen, Shellback                            | Shellback          | 3:48               |
| 4.                 | „Our Time”                                | Allen, Kurstin                              | Kurstin            | 4:19               |
| 5.                 | „Insincerely Yours”                       | Allen, Kurstin                              | Kurstin            | 3:39               |
| 6.                 | „Take My Place”                           | Allen, Kurstin, Karen Poole                 | Kurstin            | 3:31               |
| 7.                 | „As Long as I Got You”                    | Allen, Kurstin, Poole                       | Kurstin            | 3:23               |
| 8.                 | „Close Your Eyes”                         | Allen, Kurstin                              | Kurstin            | 3:36               |
| 9.                 | „URL Badman”                              | Allen, Kurstin                              | Kurstin            | 3:39               |
| 10.                | „Silver Spoon”                            | Allen, Kurstin                              | Kurstin            | 3:37               |
| 11.                | „Life for Me”                             | Allen, Kurstin, Poole                       | Kurstin            | 4:00               |
| 12.                | „Hard Out Here”                           | Allen, Kurstin                              | Kurstin            | 3:31               |
| 13.                | „Interlude”                               | Benjamin Garrett, Allen                     | Fryars (Garrett)   | 1:38               |
| 14.                | „Somewhere Only We Know” (utwór bonusowy) | Tom Chaplin, Richard Hughes, Tim Rice-Oxley | Paul Beard         | 3:28               |
|                    |                                           |                                             |                    | 49:27              |

| Edycja deluxe (Dysk 2) | Edycja deluxe (Dysk 2)        | Edycja deluxe (Dysk 2)                      | Edycja deluxe (Dysk 2)    | Edycja deluxe (Dysk 2) |
| Nr                     | Tytuł utworu                  | Autorzy                                     | Produkcja                 | Długość                |
| ---------------------- | ----------------------------- | ------------------------------------------- | ------------------------- | ---------------------- |
| 1.                     | „Wind Your Neck In”           | Allen, Kurstin                              | Kurstin                   | 3:19                   |
| 2.                     | „Who Do You Love?”            | Allen, Garrett                              | Fryars (Garrett), DJ Dahi | 3:26                   |
| 3.                     | „Miserable Without Your Love” | Allen, Garrett                              | Fryars (Garrett), DJ Dahi | 3:23                   |
| 4.                     | „Holding On to Nothing”       | Allen, Fraser T. Smith, Rice-Oxley          | Smith                     | 2:59                   |
| 5.                     | „Somewhere Only We Know”      | Tom Chaplin, Richard Hughes, Tim Rice-Oxley | Paul Beard                | 3:28                   |
|                        |                               |                                             |                           | 16:35                  |

## Notowania i certyfikaty
| Lista przebojów (2014)              | Najwyższa pozycja |
| ----------------------------------- | ----------------- |
| Australia (ARIA Charts)             | 4                 |
| Austria (Ö3 Austria Top 40)         | 23                |
| Belgia (Ultratop Flandria)          | 31                |
| Belgia (Ultratop Walonia)           | 35                |
| Czechy (ČNS IFPI)                   | 26                |
| Finlandia (Suomen virallinen lista) | 32                |
| Francja (SNEP)                      | 32                |
| Hiszpania (PROMUSICAE)              | 36                |
| Holandia (MegaCharts)               | 26                |
| Irlandia (IRMA)                     | 4                 |
| Japonia (Oricon)                    | 26                |
| Kanada (Billboard Canadian Albums)  | 16                |
| Niemcy (Media Control Charts)       | 20                |
| Nowa Zelandia (Recorded Music NZ)   | 9                 |
| Stany Zjednoczone (Billboard 200)   | 12                |
| Szwajcaria (Alben Top 100)          | 16                |
| Wielka Brytania (OCC)               | 1                 |
| Węgry (Mahasz)                      | 3                 |
| Włochy (FIMI)                       | 32                |

| Państwo               | Status          |
| --------------------- | --------------- |
| Węgry (Mahasz)        | złota płyta     |
| Wielka Brytania (BPI) | platynowa płyta |